# Anommatus jelinecki
Anommatus jelinecki is een keversoort uit de familie knotshoutkevers (Bothrideridae). De wetenschappelijke naam van de soort werd in 1971 gepubliceerd door Roger Dajoz.